# Goulburn
Goulburn é uma cidade regional nas Mesetas do Sul do estado australiano de Nova Gales do Sul, a aproximadamente 195 quilômetros a sudoeste de Sydney e a 90 quilômetros a nordeste de Canberra. Foi proclamada como a primeira cidade do interior da Austrália através de cartas patente pela rainha Vitória em 1863. Goulburn tinha uma população de 23.835 habitantes em junho de 2018.